# Aartsbisdom Łódź

Bisdommen in Polen
20. Aartsbisdom Łódż
21. Bisdom Łowicz

Het aartsbisdom Łódź (Latijn: Archidioecesis Lodziensis, Pools: Archidiecezja Łódzka) is een in Polen gelegen rooms-katholiek aartsbisdom met zetel in de stad Łódź. De aartsbisschop van Łódź is metropoliet van de kerkprovincie Łódź waartoe ook het volgende suffragane bisdom behoort:
- bisdom Łowicz (Łowicz)

## Geschiedenis
Het bisdom Łódź werd op 10 december 1920 gesticht. Als gevolg van de herstructurering van de katholieke kerk in Polen werd het bisdom door paus Johannes Paulus II op 25 maart 1992 met de apostolische constitutie "Totus Tuus Poloniae populus" verheven tot aartsbisdom. Op 24 februari 2004 werd Łódż door de apostolische constitutie "Spiritale incrementum" verheven tot metropolitaan aartsbisdom.
Hoofdkerk is de kathedrale basiliek van de heilige Stanislaus Kostka.

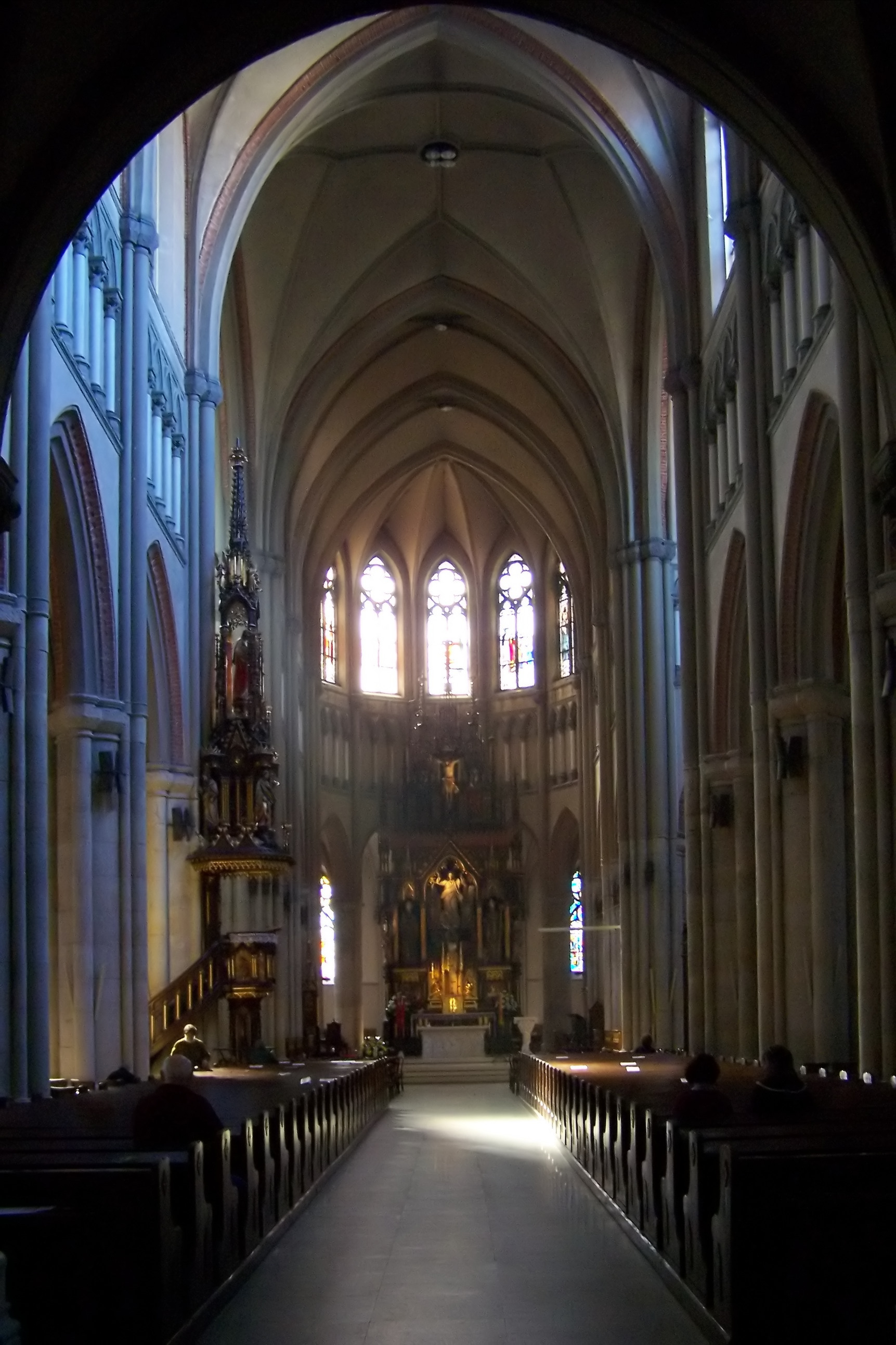
Kathedrale basiliek van Łódź

## Bisschoppen
- 1921–1934 Wincenty Tymieniecki
- 1934–1946 Włodzimierz Bronisław Jasiński
- 1946–1967 Michał Klepacz
- 1968–1986 Józef Rozwadowski
- 1986–1992 Władysław Ziółek

### Aartsbisschoppen
- 1992–2012 Władysław Ziółek
- 2012-2016 Marek Jędraszewski
- sinds 8 december 2016: vacant

### Hulpbisschoppen
- 1927–1967 Kazimierz Tomczak (titulair bisschop van Sicca Veneria)
- 1957–1971 Jan Fondaliński (titulair bisschop van Doberus)
- 1959–1995 Jan-Wawrzyniec Kulik (titulair bisschop van Rhandus)
- 1963–2005 Bohdan Bejze (titulair bisschop van Idassa)
- 1980–1986 Władysław Ziółek (titulair bisschop van Risinium)
- sinds 1987 Adam Lepa (titulair bisschop van Regiana)
- sinds 1999 Ireneusz Pękalski (titulair bisschop van Castellum Tingitii)